# بريدراغ يوفيتش
بريدراغ يوفيتش هو لاعب كرة قدم صربي، ولد في 29 مايو 1987 في بلغراد في صربيا. لعب مع FK Radnički Obrenovac ‏.

## وصلات خارجية
- بريدراغ يوفيتش على موقع قاعدة بيانات كرة القدم.إي يو (الإنجليزية)
- بريدراغ يوفيتش على موقع Soccerway.com (الإنجليزية)